# Blinier

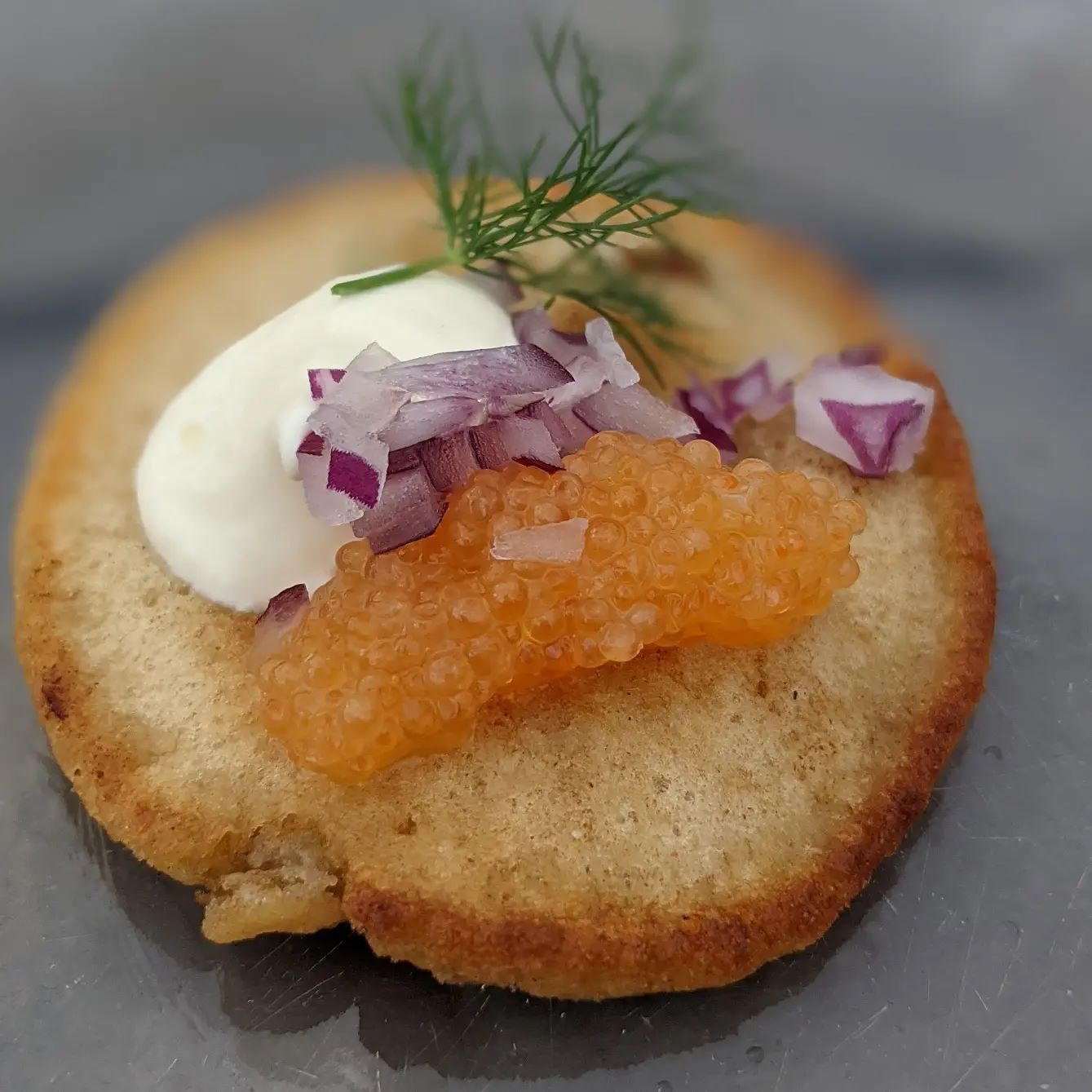
En blini med bland annat löjrom och rödlök.

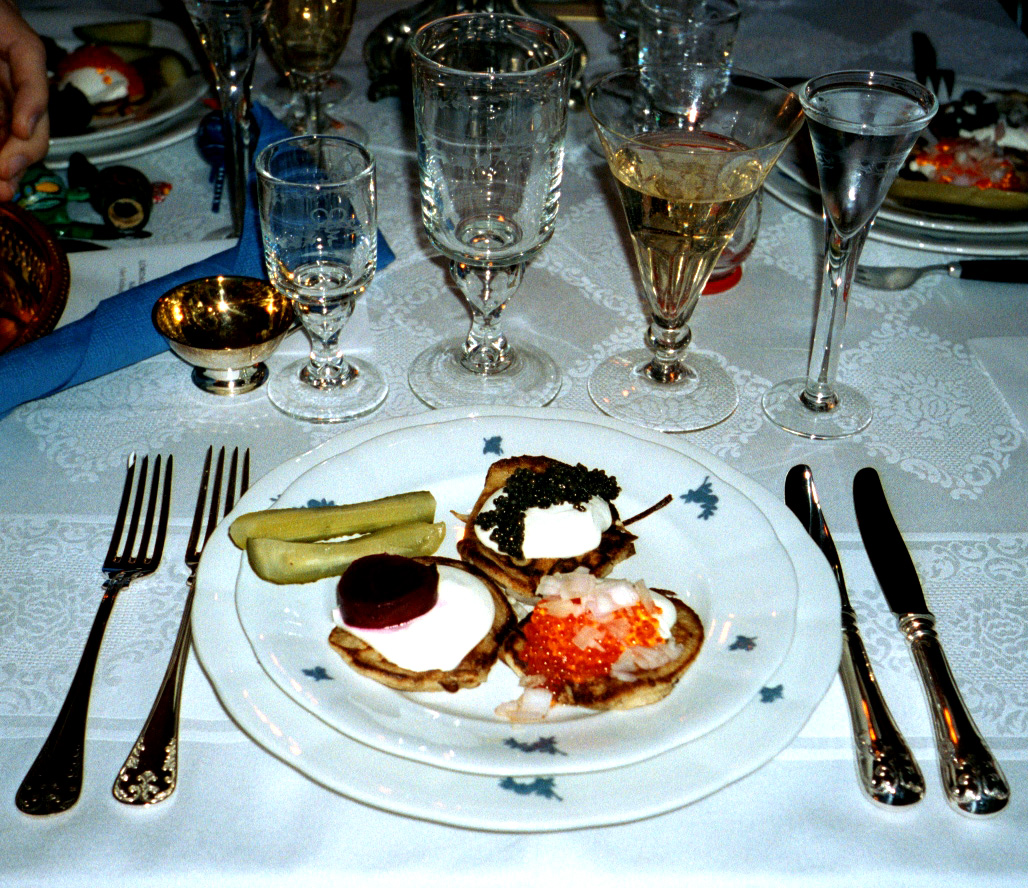
Blinier serverade med traditionella ryska tillbehör.

Blinier (blini i singular, ryska: блин, blin, plural блины, bliny) är ryska plättar bakade på bovetemjöl. Blinier kan ätas med gräddfil eller smetana, rysk kaviar, hackad lök med mera, även vanligt med tvorog (rysk kvarg). De kan även ätas med söta tillbehör, till exempel sylt eller äpple. Namnet kommer från det fornslaviska mlin, vilket betyder mala. Blinier görs vanligen för att fira vinterns slut och äta upp sig inför den stora fastan i Ryssland under Maslenitsa.